# Filosofia da tecnologia
A filosofia da tecnologia é um subcampo da filosofia que estuda a natureza da tecnologia e seus efeitos sociais.
A discussão filosófica de questões relacionadas à tecnologia (ou seu ancestral grego techne) remonta ao início da filosofia ocidental. A frase "filosofia da tecnologia" foi usada pela primeira vez no final do século XIX pelo filósofo e geógrafo alemão Ernst Kapp, que publicou um livro intitulado "Grundlinien einer Philosophie der Technik".

## História

### Filosofia grega
O termo ocidental 'tecnologia' vem do termo grego techne (τέχνη) (arte ou conhecimento artesanal) e as visões filosóficas sobre a tecnologia podem ser rastreadas até as próprias raízes da filosofia ocidental. Um tema comum na visão grega da techne é que ela surge como uma imitação da natureza (por exemplo, tecelagem desenvolvida a partir da observação de aranhas). Filósofos gregos como Heráclito e Demócrito endossaram essa visão. Em sua Física, Aristóteles concordou que essa imitação costumava ser o caso, mas também argumentou que a techne pode ir além da natureza e completar "o que a natureza não pode levar ao fim". Aristóteles também argumentou que a natureza (physis) e a techne são ontologicamente distintas porque as coisas naturais têm um princípio interno de geração e movimento, bem como uma causa final teleológica interna. Enquanto a techne é moldada por uma causa externa e um telos externo (objetivo ou fim) que a molda. As coisas naturais se esforçam por algum fim e se reproduzem, enquanto a techne não. Em Timeu, Platão diz que o mundo é descrito como sendo o trabalho de um artesão divino (Demiurgo) que criou o mundo, de acordo com formas eternas como um artesão faz coisas usando plantas. Além disso, Platão argumenta nas Leis que o que um artesão faz é imitar esse artesão divino.

### Idade Média ao século XIX

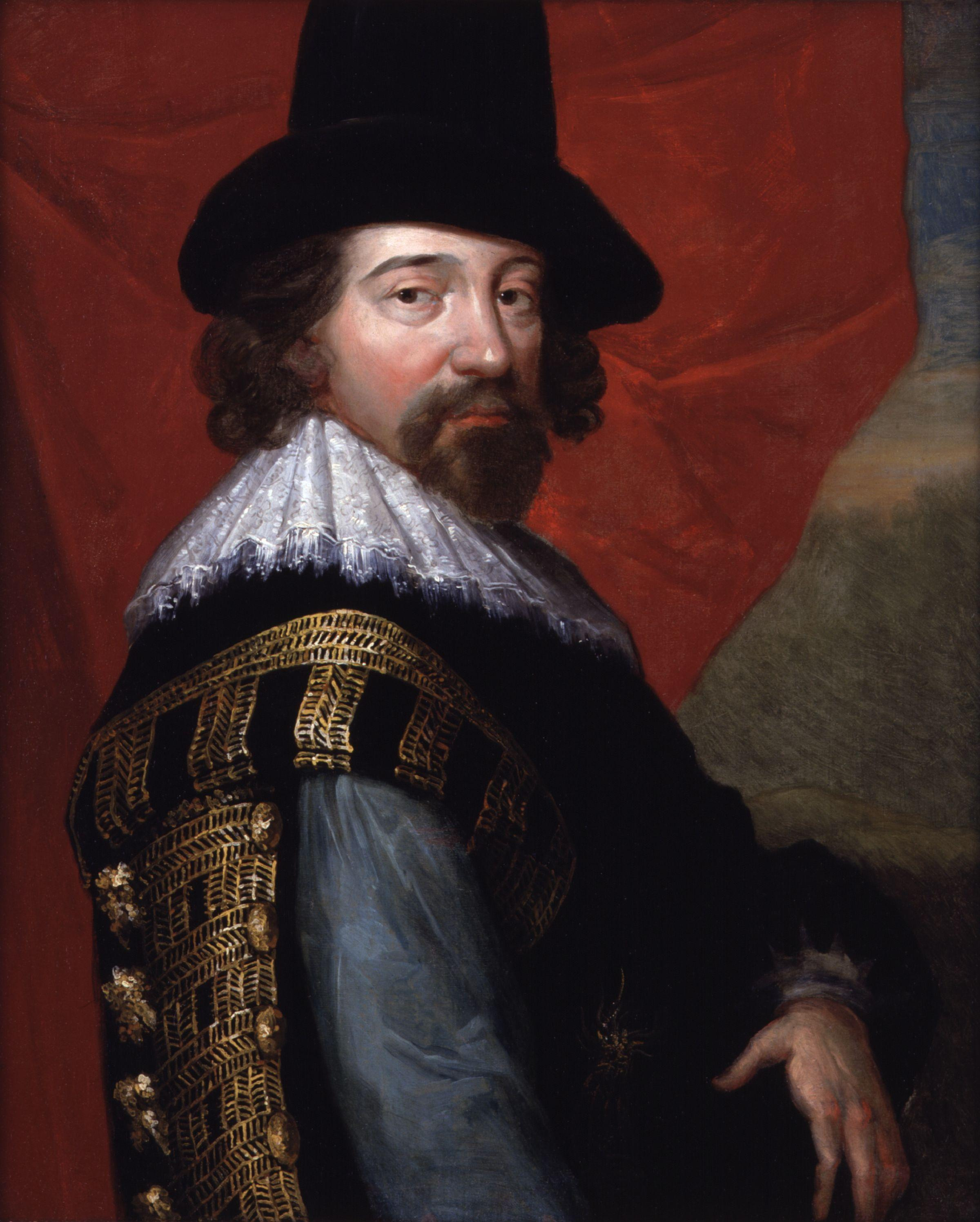
Sir Francis Bacon

Durante o período do Império Romano e no final da Antiguidade, os autores produziram obras práticas como De Architectura de Vitruvius (século I a.C.) e De Re Metallica de Agricola (1556). A filosofia escolástica medieval geralmente sustentava a visão tradicional da tecnologia como uma imitação da natureza. Durante o Renascimento, Francis Bacon se tornou um dos primeiros autores modernos a refletir sobre o impacto da tecnologia na sociedade. Em sua obra utópica Nova Atlântida (1627), Bacon apresentou uma visão de mundo otimista em que uma instituição fictícia (Salomon's House) usa filosofia natural e tecnologia para estender o poder do homem sobre a natureza - para a melhoria da sociedade, por meio de obras que melhoram as condições de vida. O objetivo desta fundação ficcional é "...o conhecimento das causas e movimentos secretos das coisas; e a ampliação dos limites do império humano, para a efetivação de todas as coisas possíveis". 

### Século XIX
O filósofo e geógrafo alemão Ernst Kapp, que residia no Texas, publicou o livro fundamental "Grundlinien einer Philosophie der Technik" em 1877. Kapp foi profundamente inspirado pela filosofia de Hegel e considerou a técnica uma projeção de órgãos humanos. No contexto europeu, Kapp é referido como o fundador da filosofia da tecnologia.
Outra posição mais materialista sobre a tecnologia, que se tornou muito influente na filosofia da tecnologia do século XX, estava centrada nas ideias de Benjamin Franklin e Karl Marx. 

### Século XX até ao presente
Cinco primeiros filósofos proeminentes do século XX que abordaram diretamente os efeitos da tecnologia moderna na humanidade foram John Dewey, Martin Heidegger, Herbert Marcuse, Günther Anders e Hannah Arendt. Todos eles viam a tecnologia como central para a vida moderna, embora Heidegger, Anders, Arendt e Marcuse fossem mais ambivalentes e críticos do que Dewey. O problema para Heidegger era a natureza oculta da essência da tecnologia, Gestell ou Enframing, que representava para os humanos o que ele chamava de maior perigo e, portanto, de maior possibilidade. O principal trabalho de Heidegger sobre tecnologia pode ser encontrado em The Question Concerning Technology.
Filósofos contemporâneos com interesse em tecnologia incluem Jean Baudrillard, Albert Borgmann, Andrew Feenberg, Langdon Winner, Donna Haraway, Avital Ronell, Brian Holmes, Don Ihde, Bruno Latour, Paul Levinson, Ernesto Mayz Vallenilla, Carl Mitcham, Leo Marx, Gilbert Simondon, Lewis Mumford, Jacques Ellul, Bernard Stiegler, Paul Virilio, Günter Ropohl, Nicole C. Karafyllis, Richard Sennett, Álvaro Vieira Pinto, George Grant e Yuk Hui.
Embora várias obras individuais importantes tenham sido publicadas na segunda metade do século XX, Paul Durbin identificou dois livros publicados na virada do século como marcando o desenvolvimento da filosofia da tecnologia como uma subdisciplina acadêmica com textos canônicos. Eram Technology and the Good Life (2000), editado por Eric Higgs, Andrew Light e David Strong e American Philosophy of Technology (2001), de Hans Achterhuis. Vários volumes coletados com tópicos de filosofia da tecnologia foram publicados na última década e as revistas Techne: Research in Philosophy and Technology (a revista da Sociedade para Filosofia e Tecnologia, publicada pelo Centro de Documentação de Filosofia) e Filosofia e Tecnologia (Springer) publicam exclusivamente trabalhos de filosofia da tecnologia. Filósofos da tecnologia refletem amplamente e trabalham na área e incluem interesse em diversos tópicos de geoengenharia, dados e privacidade da Internet, nossos entendimentos sobre gatos da Internet, função tecnológica e epistemologia da tecnologia, ética da computação, biotecnologia e suas implicações, transcendência no espaço e ética tecnológica de forma mais ampla. 
No final do século XX e início do século XXI, alguns filósofos - como Alexander Galloway, Eugene Thacker e McKenzie Wark em seu livro Excommunication - argumentam que os avanços e a difusão das tecnologias digitais transformam a filosofia da tecnologia em uma nova 'primeira filosofia'. Citando exemplos como a análise da escrita e da fala no diálogo de Platão O Fedro, Galloway et al. sugerem que em vez de considerar a tecnologia como secundária à ontologia, a tecnologia seja entendida como anterior à própria possibilidade da filosofia: “Tudo o que existe, existe para mim apresentado e representado, para ser mediado e remediado, para ser comunicado e traduzido? Existem situações de mediação em que a heresia, o exílio ou o banimento prevalecem, não a repetição, a comunhão ou a integração. Existem certos tipos de mensagens que afirmam "não haverá mais mensagens". Portanto, para cada comunicação há uma excomunhão correlativa."
Houve reflexão adicional com foco na filosofia da engenharia, como um subcampo dentro da filosofia da tecnologia. Ibo van de Poel e David E. Goldberg editaram um volume, Filosofia e Engenharia: Uma Agenda Emergente (2010), que contém uma série de artigos de pesquisa focados em design, epistemologia, ontologia e ética em engenharia.

### Tecnologia e Neutralidade
O determinismo tecnológico é a ideia de que "características da tecnologia [determinam] seu uso e o papel de uma sociedade progressista era se adaptar a [e se beneficiar da] mudança tecnológica". A perspectiva alternativa seria o determinismo social, que considera a sociedade como culpada pelo "desenvolvimento e implantação" das tecnologias. Lelia Green usou massacres de armas recentes, como o Massacre de Port Arthur e o Massacre de Dunblane para mostrar seletivamente o determinismo tecnológico e o determinismo social. De acordo com Green, uma tecnologia pode ser pensada como uma entidade neutra apenas quando o contexto sociocultural e as questões que circulam a tecnologia específica são removidos. Será então visível para nós que existe uma relação de grupos sociais e de poder proporcionado pela posse de tecnologias. Uma posição compatibilista entre essas duas posições é a postura interacional sobre a tecnologia proposta por Batya Friedman, que afirma que as forças sociais e a tecnologia se co-constroem e co-variam uma com a outra.

### Diários
- Filosofia e Tecnologia
- Ética e Tecnologia da Informação
- Techné: Pesquisa em Filosofia e Tecnologia
- International Journal of Technoethics
- Tecnologia na Sociedade
- Ciência e Ética em Engenharia

### Sites
- Instituto de Filosofia e Tecnologia
- Sociedade de Filosofia e Tecnologia
- Ensaios sobre a filosofia da tecnologia compilados por Frank Edler
- Filozofia techniki: problematyka, nurty, trudności Rafal Lizut

### Programas de estudo
- Programa de mestrado em Filosofia da Ciência, Tecnologia e Sociedade da Universidade de Twente, Países Baixos